# Das Eselein
Das Eselein ist ein Märchen (ATU 430). Es steht in den Kinder- und Hausmärchen der Brüder Grimm an Stelle 144 (KHM 144) und basiert auf einer verlorenen Handschrift aus dem 14. Jahrhundert namens Asinarius.

## Inhalt
Eine Königin klagt, dass sie kein Kind bekomme und gebiert ein Eselein. Sie will es ersäufen, aber der Vater lässt es als seinen Erben aufziehen. Es hat besondere Lust an der Musik und trotz seiner Eselsfüße erlernt es durch Beharrlichkeit und Fleiß von einem Spielmann die Laute schlagen. Als es sein Spiegelbild im Wasser sieht, wandert es traurig fort und kommt zu eines Königs Schloss, wo es aufgrund seines meisterhaften Lautenspiels eingelassen wird. Es verlangt, am Tisch des Königs zu sitzen, der ihm auch seine Tochter zeigt und es dank seines feinen Betragens mit der Zeit lieb gewinnt. Nach einer Weile möchte es wieder fort und weder Gold noch Schmuck noch das halbe Reich können es zum Bleiben bewegen, so dass der König ihm schließlich seinen einzigen Wunsch erfüllt und ihm seine Tochter zur Frau gibt. In der Hochzeitsnacht streift es die Eselshaut ab und ist ein schöner Mann. Der König hat einen Diener in der Kammer versteckt. Die folgende Nacht sieht er selbst die Verwandlung und verbrennt die Haut. Der Jüngling will fliehen, aber der König macht ihn zu seinem Erben und später erbt er noch das Königreich seines Vaters dazu.

## Herkunft
Jacob Grimm exzerpierte das Märchen 1814 aus „einem lateinischen Gedicht in elegischem Silbenmaß“ (nur seine Teilabschrift ist erhalten). In der Anmerkung vergleicht er Amor und Psyche, Melusine und Schwanenritter, wo der gebrochene Zauber Unglück bringt, nennt Märchen bei Wuk Nr. 9 und 10, in Altdeutsche Wälder „1, 165-167“ und Firdusi bei Görres „2, 441. 442“. Er verweist auf die Anmerkung zu KHM 108 Hans mein Igel, das sehr ähnlich ist.

## Interpretation

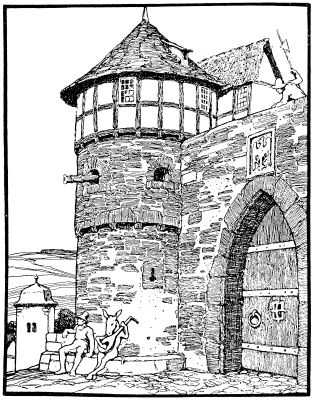
Illustration von Otto Ubbelohde, 1909

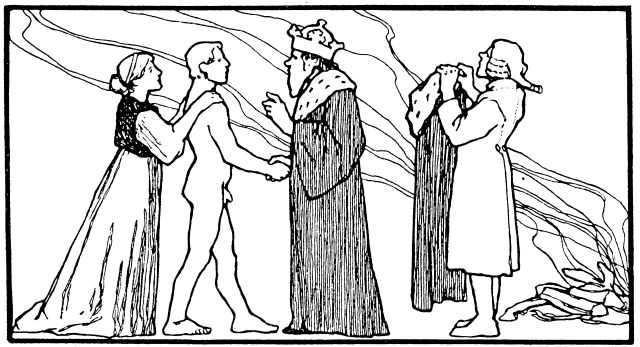
Illustration von Otto Ubbelohde, 1909

Friedel Lenz (1980) versteht das Märchen als eine Auseinandersetzung mit dem animalisch Triebhaften und als Entwicklung eines Geistig-Seelischen. Sie deutet die Gestalt des Esels als Symbol für den Körper, der schon von Franz von Assisi als „Bruder Esel“ bezeichnet worden sei (S. 129). Im Märchen würden die „niederen Leidenschaften“ (symbolisiert in der Gestalt des Esels) durch die Musik und das Feuer des Geistes geläutert (ebd., S. 134). Als Schritte auf diesem Weg bedürfe es eines Meisters, von dem man sich anleiten lasse (Lautenlehrer) sowie bestimmter Eigenschaften wie Geduld und Fleiß (ebd.). Der Gewinn der Königstochter symbolisiere die erreichte Individuation, die Hochzeit die Selbstwerdung (ebd., S. 136f). Damit das erreicht werden kann, müsse dies dem Protagonisten wichtiger sein als Weisheit (Gold), Schönheit (Schmuck) und Regentschaft (das halbe Reich).
Linda Briendl (2001) deutet das Märchen unter dem Aspekt von Schuld und Erlösung. Es sei ein Entwicklungsweg beschrieben, „in dem ein Mensch aus der aussichtslosen Lage, von der Mutter als Esel abgelehnt zu werden, nach Möglichkeiten sucht, sein schweres Schicksal zu meistern“ (S. 11). Ähnlich wie Lenz deutet sie den Esel als eine „tierische Stufe“ im Menschen, die es zu überwinden und zu integrieren gelte. Während sie in der Ablehnung des Eseleins durch die Mutter eine Verdrängung der Sexualität sieht, halte der Vater die Folgen durch seine Anerkennung in Grenzen (S. 24). Durch die Liebe zur Königstochter werde der Archetypus der Anima geweckt und gefördert, das Verbrennen der Eselshaut versteht sie als Überwindung der Last eines familiären Erbes. Dazu sei die Unterstützung anderer wie der Gestalt des Königs notwendig. Das Bedürfnis des Eseleins, das Lautespielen zu erlernen, versteht sie einerseits als einen „Sinn für Zärtlichkeit“, andererseits als den Versuch „durch Leistung Liebe zu bekommen“ (S. 24).
Wie Verena Kast bemerkt, entsprächen Wunschkinder oft nicht den Erwartungen. Gefühlte Minderwertigkeit werde oft so kompensiert, dass es das Leben präge. Auch die Braut lebe im Vaterkomplex, entspräche dem Wunsch einfach. Vor allem am Anfang einer Beziehung könne eine warme Wut die wahre Gestalt erkämpfen, alte Spielchen beenden.
Mirjam Gille (2010) deutet das Märchen unter dem Aspekt der „Erlösung durch Annehmen“ (S. 46). Die Prinzessin erlöse den zukünftigen Ehemann aus der Verzauberung als Esel. Die Erlösung geschehe hier nicht durch Veränderung des Partners, sondern durch die Annahme des „unansehnlichem Äußeren“ und durch „die Güte gegenüber Tieren“, auch schwinge das Motiv eines „Für einander bestimmt sein“ mit (ebd.).
Rosemarie Tüpker (2011) untersucht das Märchen mittels eines tiefenpsychologischen Assoziationsverfahrens und findet dabei zwei unterschiedliche Interpretationsstränge in den Assoziationsketten der Probanden. Während die einen das Märchen als „Geschichte eines behinderten Kindes“ wahrnähmen (S. 81), erlebten andere es als eine Erzählung von „Identitätsfindung und Selbstwerdung“ (S. 86). Zentral drehe es sich in beiden Auffassungen um die Fragen der Anerkennung und um die Gewinnung von Spielraum (symbolisiert im Erlernen und Spielen der Laute). Sie konstatiert, dass die Thematik der Sexualität in den Einfällen der Probanden kaum eine Rolle spielte (S. 92) und dass die Assoziationen zum Esel von einer Wandlung in der Auffassung bei heutigen Hörern des Märchens zeugten, im Sinne einer deutlich positiveren Konnotation (S. 93f). Sie stellt diese Unterschiede in den Zusammenhang, dass die im Hörer oder Leser des Märchens mitbewegten psychologischen Themen sich veränderten und die intersubjektive Bedeutung des Märchens dadurch historischen Wandlungen unterworfen sei.
Regina Kämmerer sieht eine Läuterung aus der Tiernatur durch Fleiß zur Persönlichkeit. An französischen Kathedralen fänden sich mehrfach Esel mit einem Saitenspiel.